# Africa Eco Race 2025
Navigation
Édition précédente Édition suivante
L'Africa Eco Race 2025 est le 16e Africa Eco Race. Le départ officiel est donné à Monaco le 28 décembre 2024. La première spéciale se déroule à Tanger au Maroc le 31 décembre 2024.

## Participants
89 véhicules seront au départ de l'épreuve, dont 78 motos (dont 1 quad) et 11 SSV, autos et camions. Ceux-ci seront accompagnés de 9 autos et 1 camion de la catégorie historique.

## Parcours

### Étapes
| Étape | Date             | Départ     | Arrivée       | Distance totale | Spéciale      |               |               |               |
|       | 28 décembre 2024 | Monaco     | Départ fictif | Départ fictif   | Départ fictif |               |               |               |
| 1     | 31 décembre 2024 | Tanger     | Tarda         | 755 km          | 47 km         |               |               |               |
| 2     | 1er janvier 2025 | Tarda      | Tagounite     | 358 km          | 320 km        |               |               |               |
| 3     | 2 janvier 2025   | Tagounite  | Touizgui      | 546 km          | 452 km        |               |               |               |
| 4     | 3 janvier 2025   | Touizgui   | Laâyoune      | 591 km          | 485 km        |               |               |               |
| 5     | 4 janvier 2025   | Laâyoune   | Dakhla        | 629 km          | 431 km        |               |               |               |
|       | 5 janvier 2025   | Dakhla     | Jour de repos | Jour de repos   | Jour de repos | Jour de repos | Jour de repos | Jour de repos |
| 6     | 6 janvier 2025   | Dakhla     | Bennechab     | 677 km          | 172 km        |               |               |               |
| 7     | 7 janvier 2025   | Bennechab  | Amogjar       | 468 km          | 392 km        |               |               |               |
| 8     | 8 janvier 2025   | Amogjar    | Amogjar       | 356 km          | 351 km        |               |               |               |
| 9     | 9 janvier 2025   | Amogjar    | Amogjar       | 449 km          | 401 km        |               |               |               |
| 10    | 10 janvier 2025  | Amogjar    | Nouakchott    | 474 km          | 409 km        |               |               |               |
| 11    | 11 janvier 2025  | Nouakchott | Mpal          | 407 km          | 82 km         |               |               |               |
| 12    | 12 janvier 2025  | Mpal       | Dakar         | 269 km          | 22 km         |               |               |               |
| TOTAL | TOTAL            | TOTAL      | TOTAL         | 5979 km         | 3564 km       |               |               |               |

## Vainqueurs d'étapes
| Étape                     | Départ     | Arrivée    | Moto                                                    | SSV                                                     | Auto                                                    | Camion                                                          |
| Départ Officiel à Monaco  |            |            |                                                         |                                                         |                                                         |                                                                 |
| 1                         | Tanger     | Tarda      | Jacopo Cerutti (en)                                     | Pierre Lafay Gilles de Turckheim                        | Pierre Lafay Gilles de Turckheim                        | William Van Groningen Wesley Van Groningen Raph van den Elshout |
| 2                         | Tarda      | Tagounite  | Alessandro Botturi (it)                                 | Pierre Lafay Gilles de Turckheim                        | Benoit Fretin Cédric Duplé                              | Gerrit Zuurmond Tjeerd van Ballegooij Klaas Kwakkel             |
| 3                         | Tagounite  | Touizgui   | Jacopo Cerutti (en)                                     | Pierre Lafay Gilles de Turckheim                        | Benoit Fretin Cédric Duplé                              | Gerrit Zuurmond Tjeerd van Ballegooij Klaas Kwakkel             |
| 4                         | Touizgui   | Laâyoune   | Alessandro Botturi (it)                                 | Pierre Lafay Gilles de Turckheim                        | Benoit Fretin Cédric Duplé                              | William Van Groningen Wesley Van Groningen Raph van den Elshout |
| 5                         | Laâyoune   | Dakhla     | Nicolas Charlier                                        | Martijn van den Broeck Jan Paul van der Poel            | Tomas Ourednicek Lukas Bartak                           | Gerrit Zuurmond Tjeerd van Ballegooij Klaas Kwakkel             |
| Journée de repos à Dakhla |            |            |                                                         |                                                         |                                                         |                                                                 |
| 6                         | Dakhla     | Bennechab  | Alessandro Botturi (it)                                 | Martijn van den Broeck Jan Paul van der Poel            | Benoit Fretin Cédric Duplé                              | William Van Groningen Wesley Van Groningen Raph van den Elshout |
| 7                         | Bennechab  | Amogjar    | Jacopo Cerutti (en)                                     | Pierre Lafay Gilles de Turckheim                        | Pierre Lafay Gilles de Turckheim                        | Gerrit Zuurmond Tjeerd van Ballegooij Klaas Kwakkel             |
| 8                         | Amogjar    | Amogjar    | Francesco Montanari                                     | Martijn van den Broeck Jan Paul van der Poel            | Benoit Fretin Cédric Duplé                              | Gerrit Zuurmond Tjeerd van Ballegooij Klaas Kwakkel             |
| 9                         | Amogjar    | Amogjar    | Etape annulée en raison des conditions météorologiques, | Etape annulée en raison des conditions météorologiques, | Etape annulée en raison des conditions météorologiques, | Etape annulée en raison des conditions météorologiques,         |
| 10                        | Amogjar    | Nouakchott | Jacopo Cerutti (en)                                     | Pierre Lafay Gilles de Turckheim                        | Pierre Lafay Gilles de Turckheim                        | Gerrit Zuurmond Tjeerd van Ballegooij Klaas Kwakkel             |
| 11                        | Nouakchott | Mpal       | Jacopo Cerutti (en)                                     | Pierre Lafay Gilles de Turckheim                        | Pierre Lafay Gilles de Turckheim                        | William Van Groningen Wesley Van Groningen Raph van den Elshout |
| 12                        | Mpal       | Dakar      | Alessandro Botturi (it)                                 | Pierre Lafay Gilles de Turckheim                        | Magdalena Zajac Blazej Czekan                           | William Van Groningen Wesley Van Groningen Raph van den Elshout |

## Résultats des étapes et classement général

### Classement moto
|          | Résultats de l'étape                                    | Résultats de l'étape                                    | Résultats de l'étape                                    | Résultats de l'étape                                    | Résultats de l'étape                                    | Classement général                                      | Classement général                                      | Classement général                                      | Classement général                                      | Classement général                                      |
| Étape    | Pos                                                     | Concurrent                                              | Marque                                                  | Temps                                                   | Écart                                                   | Pos                                                     | Concurrent                                              | Marque                                                  | Temps                                                   | Écart                                                   |
| -------- | ------------------------------------------------------- | ------------------------------------------------------- | ------------------------------------------------------- | ------------------------------------------------------- | ------------------------------------------------------- | ------------------------------------------------------- | ------------------------------------------------------- | ------------------------------------------------------- | ------------------------------------------------------- | ------------------------------------------------------- |
| Étape 1  | 1                                                       | Jacopo Cerutti (en)                                     | Aprilia                                                 | 00:38:33                                                |                                                         | 1                                                       | Jacopo Cerutti (en)                                     | Aprilia                                                 | 00:38:33                                                |                                                         |
| Étape 1  | 2                                                       | Alessandro Botturi (it)                                 | Yamaha                                                  | 00:39:28                                                | 00:00:55                                                | 2                                                       | Alessandro Botturi (it)                                 | Yamaha                                                  | 00:39:28                                                | 00:00:55                                                |
| Étape 1  | 3                                                       | Pol Tarres Roca                                         | Yamaha                                                  | 00:40:17                                                | 00:01:44                                                | 3                                                       | Pol Tarres Roca                                         | Yamaha                                                  | 00:40:17                                                | 00:01:44                                                |
|          |                                                         |                                                         |                                                         |                                                         |                                                         |                                                         |                                                         |                                                         |                                                         |                                                         |
| Étape 2  | 1                                                       | Alessandro Botturi (it)                                 | Yamaha                                                  | 03:44:46                                                |                                                         | 1                                                       | Alessandro Botturi (it)                                 | Yamaha                                                  | 04:24:14                                                |                                                         |
| Étape 2  | 2                                                       | Jacopo Cerutti (en)                                     | Aprilia                                                 | 03:47:38                                                | 00:02:52                                                | 2                                                       | Jacopo Cerutti (en)                                     | Aprilia                                                 | 04:26:13                                                | 00:01:57                                                |
| Étape 2  | 3                                                       | Francesco Montanari                                     | Aprilia                                                 | 04:17:33                                                | 00:32:47                                                | 3                                                       | Guillaume Borne                                         | Husqvarna                                               | 05:01:39                                                | 00:37:25                                                |
|          |                                                         |                                                         |                                                         |                                                         |                                                         |                                                         |                                                         |                                                         |                                                         |                                                         |
| Étape 3  | 1                                                       | Jacopo Cerutti (en)                                     | Aprilia                                                 | 06:08:21                                                |                                                         | 1                                                       | Jacopo Cerutti (en)                                     | Aprilia                                                 | 10:34:32                                                |                                                         |
| Étape 3  | 2                                                       | Alessandro Botturi (it)                                 | Yamaha                                                  | 06:11:40                                                | 00:03:19                                                | 2                                                       | Alessandro Botturi (it)                                 | Yamaha                                                  | 10:35:54                                                | 00:01:22                                                |
| Étape 3  | 3                                                       | Francesco Montanari                                     | Aprilia                                                 | 06:30:25                                                | 00:22:24                                                | 3                                                       | Francesco Montanari                                     | Aprilia                                                 | 11:35:18                                                | 01:00:46                                                |
|          |                                                         |                                                         |                                                         |                                                         |                                                         |                                                         |                                                         |                                                         |                                                         |                                                         |
| Étape 4  | 1                                                       | Alessandro Botturi (it)                                 | Yamaha                                                  | 05:24:36                                                |                                                         | 1                                                       | Alessandro Botturi (it)                                 | Yamaha                                                  | 16:00:30                                                |                                                         |
| Étape 4  | 2                                                       | Jacopo Cerutti (en)                                     | Aprilia                                                 | 05:27:26                                                | 00:02:50                                                | 2                                                       | Jacopo Cerutti (en)                                     | Aprilia                                                 | 16:01:58                                                | 00:01:28                                                |
| Étape 4  | 3                                                       | Pål Anders Ullevålseter                                 | KTM                                                     | 05:48:55                                                | 00:24:19                                                | 3                                                       | Pål Anders Ullevålseter                                 | KTM                                                     | 17:34:49                                                | 01:34:19                                                |
|          |                                                         |                                                         |                                                         |                                                         |                                                         |                                                         |                                                         |                                                         |                                                         |                                                         |
| Étape 5  | 1                                                       | Nicolas Charlier                                        | Yamaha                                                  | 04:08:24                                                |                                                         | 1                                                       | Jacopo Cerutti (en)                                     | Aprilia                                                 | 20:57:40                                                |                                                         |
| Étape 5  | 2                                                       | Francesco Montanari                                     | Aprilia                                                 | 04:10:54                                                | 00:02:30                                                | 2                                                       | Alessandro Botturi (it)                                 | Yamaha                                                  | 20:59:10                                                | 00:01:30                                                |
| Étape 5  | 3                                                       | Massimiliano Gierrini                                   | Husqvarna                                               | 04:11:48                                                | 00:03:24                                                | 3                                                       | Francesco Montanari                                     | Aprilia                                                 | 22:20:02                                                | 01:22:22                                                |
|          |                                                         |                                                         |                                                         |                                                         |                                                         |                                                         |                                                         |                                                         |                                                         |                                                         |
| Étape 6  | 1                                                       | Alessandro Botturi (it)                                 | Yamaha                                                  | 01:31:45                                                |                                                         | 1                                                       | Alessandro Botturi (it)                                 | Yamaha                                                  | 22:30:55                                                |                                                         |
| Étape 6  | 2                                                       | Pål Anders Ullevålseter                                 | KTM                                                     | 01:34:41                                                | 00:02:56                                                | 2                                                       | Jacopo Cerutti (en)                                     | Aprilia                                                 | 22:46:25                                                | 00:15:30                                                |
| Étape 6  | 3                                                       | Iarno d'Orsagna                                         | Yamaha                                                  | 01:35:19                                                | 00:03:34                                                | 3                                                       | Guillaume Borne                                         | Husqvarna                                               | 24:07:52                                                | 01:36:57                                                |
|          |                                                         |                                                         |                                                         |                                                         |                                                         |                                                         |                                                         |                                                         |                                                         |                                                         |
| Étape 7  | 1                                                       | Jacopo Cerutti (en)                                     | Aprilia                                                 | 02:51:54                                                |                                                         | 1                                                       | Alessandro Botturi (it)                                 | Yamaha                                                  | 25:31:26                                                |                                                         |
| Étape 7  | 2                                                       | Alessandro Botturi (it)                                 | Yamaha                                                  | 03:00:31                                                | 00:08:37                                                | 2                                                       | Jacopo Cerutti (en)                                     | Aprilia                                                 | 25:38:19                                                | 00:06:53                                                |
| Étape 7  | 3                                                       | Scott Britnell                                          | KTM                                                     | 03:01:20                                                | 00:09:26                                                | 3                                                       | Guillaume Borne                                         | Husqvarna                                               | 27:38:06                                                | 02:06:40                                                |
|          |                                                         |                                                         |                                                         |                                                         |                                                         |                                                         |                                                         |                                                         |                                                         |                                                         |
| Étape 8  | 1                                                       | Francesco Montanari                                     | Aprilia                                                 | 04:16:27                                                |                                                         | 1                                                       | Alessandro Botturi (it)                                 | Yamaha                                                  | 30:10:46                                                |                                                         |
| Étape 8  | 2                                                       | Pål Anders Ullevålseter                                 | KTM                                                     | 04:19:22                                                | 00:02:55                                                | 2                                                       | Jacopo Cerutti (en)                                     | Aprilia                                                 | 30:20:35                                                | 00:09:49                                                |
| Étape 8  | 3                                                       | Guillaume Borne                                         | Husqvarna                                               | 04:28:19                                                | 00:11:51                                                | 3                                                       | Francesco Montanari                                     | Aprilia                                                 | 31:57:00                                                | 01:46:14                                                |
|          |                                                         |                                                         |                                                         |                                                         |                                                         |                                                         |                                                         |                                                         |                                                         |                                                         |
| Étape 9  | Etape annulée en raison des conditions météorologiques, | Etape annulée en raison des conditions météorologiques, | Etape annulée en raison des conditions météorologiques, | Etape annulée en raison des conditions météorologiques, | Etape annulée en raison des conditions météorologiques, | Etape annulée en raison des conditions météorologiques, | Etape annulée en raison des conditions météorologiques, | Etape annulée en raison des conditions météorologiques, | Etape annulée en raison des conditions météorologiques, | Etape annulée en raison des conditions météorologiques, |
|          |                                                         |                                                         |                                                         |                                                         |                                                         |                                                         |                                                         |                                                         |                                                         |                                                         |
| Étape 10 | 1                                                       | Jacopo Cerutti (en)                                     | Aprilia                                                 | 04:52:41                                                |                                                         | 1                                                       | Alessandro Botturi (it)                                 | Yamaha                                                  | 35:13:07                                                |                                                         |
| Étape 10 | 2                                                       | Alessandro Botturi (it)                                 | Yamaha                                                  | 05:02:21                                                | 00:09:40                                                | 2                                                       | Jacopo Cerutti (en)                                     | Aprilia                                                 | 35:13:16                                                | 00:00:09                                                |
| Étape 10 | 3                                                       | Mathieu Liebaert                                        | KTM                                                     | 05:17:05                                                | 00:24:24                                                | 3                                                       | Giullem Martinez Boronat                                | KTM                                                     | 37:39:11                                                | 02:26:04                                                |
|          |                                                         |                                                         |                                                         |                                                         |                                                         |                                                         |                                                         |                                                         |                                                         |                                                         |
| Étape 11 | 1                                                       | Jacopo Cerutti (en)                                     | Aprilia                                                 | 01:01:54                                                |                                                         | 1                                                       | Jacopo Cerutti (en)                                     | Aprilia                                                 | 36:15:10                                                |                                                         |
| Étape 11 | 2                                                       | Alessandro Botturi (it)                                 | Yamaha                                                  | 01:02:29                                                | 00:00:35                                                | 2                                                       | Alessandro Botturi (it)                                 | Yamaha                                                  | 36:15:36                                                | 00:00:26                                                |
| Étape 11 | 3                                                       | Guillaume Borne                                         | Husqvarna                                               | 01:05:30                                                | 00:03:36                                                | 3                                                       | Guillaume Borne                                         | Husqvarna                                               | 38:46:35                                                | 02:31:25                                                |
|          |                                                         |                                                         |                                                         |                                                         |                                                         |                                                         |                                                         |                                                         |                                                         |                                                         |
| Étape 12 | 1                                                       | Alessandro Botturi (it)                                 | Yamaha                                                  | 00:11:57                                                |                                                         | 1                                                       | Jacopo Cerutti (en)                                     | Aprilia                                                 | 36:15:10                                                |                                                         |
| Étape 12 | 2                                                       | Pål Anders Ullevålseter                                 | KTM                                                     | 00:12:16                                                | 00:00:19                                                | 2                                                       | Alessandro Botturi (it)                                 | Yamaha                                                  | 36:15:36                                                | 00:00:26                                                |
| Étape 12 | 3                                                       | Jacopo Cerutti (en)                                     | Aprilia                                                 | 00:12:38                                                | 00:00:41                                                | 3                                                       | Guillaume Borne                                         | Husqvarna                                               | 38:46:35                                                | 02:31:25                                                |
|          |                                                         |                                                         |                                                         |                                                         |                                                         |                                                         |                                                         |                                                         |                                                         |                                                         |

### Classement auto
|          | Résultats de l'étape                                    | Résultats de l'étape                                            | Résultats de l'étape                                    | Résultats de l'étape                                    | Résultats de l'étape                                    | Classement général                                      | Classement général                                      | Classement général                                      | Classement général                                      | Classement général                                      |
| Étape    | Pos                                                     | Concurrent                                                      | Marque                                                  | Temps                                                   | Écart                                                   | Pos                                                     | Concurrent                                              | Marque                                                  | Temps                                                   | Écart                                                   |
| -------- | ------------------------------------------------------- | --------------------------------------------------------------- | ------------------------------------------------------- | ------------------------------------------------------- | ------------------------------------------------------- | ------------------------------------------------------- | ------------------------------------------------------- | ------------------------------------------------------- | ------------------------------------------------------- | ------------------------------------------------------- |
| Étape 1  | 1                                                       | Pierre Lafay Gilles de Turckheim                                | Can-Am                                                  | 00:39:53                                                |                                                         | 1                                                       | Pierre Lafay Gilles de Turckheim                        | Can-Am                                                  | 00:39:53                                                |                                                         |
| Étape 1  | 2                                                       | Magdalena Zajac Blazej Czekan                                   | Toyota                                                  | 00:40:17                                                | 00:00:24                                                | 2                                                       | Magdalena Zajac Blazej Czekan                           | Toyota                                                  | 00:40:17                                                | 00:00:24                                                |
| Étape 1  | 3                                                       | Vincent Vroninks Dave Berghmans                                 | Red-Lined                                               | 00:41:03                                                | 00:01:10                                                | 3                                                       | Vincent Vroninks Dave Berghmans                         | Red-Lined                                               | 00:41:03                                                | 00:01:10                                                |
|          |                                                         |                                                                 |                                                         |                                                         |                                                         |                                                         |                                                         |                                                         |                                                         |                                                         |
| Étape 2  | 1                                                       | Benoit Fretin Cédric Duplé                                      | Century                                                 | 03:50:48                                                |                                                         | 1                                                       | Benoit Fretin Cédric Duplé                              | Century                                                 | 04:33:03                                                |                                                         |
| Étape 2  | 2                                                       | Vincent Vroninks Dave Berghmans                                 | Red-Lined                                               | 04:02:59                                                | 00:12:11                                                | 2                                                       | Vincent Vroninks Dave Berghmans                         | Red-Lined                                               | 04:44:02                                                | 00:10:59                                                |
| Étape 2  | 3                                                       | Pierre Lafay Gilles de Turckheim                                | Can-Am                                                  | 04:07:30                                                | 00:16:42                                                | 3                                                       | Pierre Lafay Gilles de Turckheim                        | Can-Am                                                  | 04:47:23                                                | 00:14:20                                                |
|          |                                                         |                                                                 |                                                         |                                                         |                                                         |                                                         |                                                         |                                                         |                                                         |                                                         |
| Étape 3  | 1                                                       | Benoit Fretin Cédric Duplé                                      | Century                                                 | 06:04:10                                                |                                                         | 1                                                       | Benoit Fretin Cédric Duplé                              | Century                                                 | 10:37:13                                                |                                                         |
| Étape 3  | 2                                                       | Tomas Ourednicek Lukas Bartak                                   | Toyota                                                  | 06:11:57                                                | 00:07:47                                                | 2                                                       | Vincent Vroninks Dave Berghmans                         | Red-Lined                                               | 11:02:16                                                | 00:25:03                                                |
| Étape 3  | 3                                                       | Vincent Vroninks Dave Berghmans                                 | Red-Lined                                               | 06:18:14                                                | 00:14:04                                                | 3                                                       | Tomas Ourednicek Lukas Bartak                           | Toyota                                                  | 11:15:25                                                | 00:38:12                                                |
|          |                                                         |                                                                 |                                                         |                                                         |                                                         |                                                         |                                                         |                                                         |                                                         |                                                         |
| Étape 4  | 1                                                       | Benoit Fretin Cédric Duplé                                      | Century                                                 | 05:17:17                                                |                                                         | 1                                                       | Benoit Fretin Cédric Duplé                              | Century                                                 | 15:54:30                                                |                                                         |
| Étape 4  | 2                                                       | Tomas Ourednicek Lukas Bartak                                   | Toyota                                                  | 05:21:51                                                | 00:04:34                                                | 2                                                       | Vincent Vroninks Dave Berghmans                         | Red-Lined                                               | 16:24:56                                                | 00:30:26                                                |
| Étape 4  | 3                                                       | Vincent Vroninks Dave Berghmans                                 | Red-Lined                                               | 05:22:40                                                | 00:05:23                                                | 3                                                       | Tomas Ourednicek Lukas Bartak                           | Toyota                                                  | 16:37:16                                                | 00:42:46                                                |
|          |                                                         |                                                                 |                                                         |                                                         |                                                         |                                                         |                                                         |                                                         |                                                         |                                                         |
| Étape 5  | 1                                                       | Tomas Ourednicek Lukas Bartak                                   | Toyota                                                  | 03:28:03                                                |                                                         | 1                                                       | Benoit Fretin Cédric Duplé                              | Century                                                 | 19:24:07                                                |                                                         |
| Étape 5  | 2                                                       | Benoit Fretin Cédric Duplé                                      | Century                                                 | 03:29:37                                                | 00:01:34                                                | 2                                                       | Tomas Ourednicek Lukas Bartak                           | Toyota                                                  | 20:05:19                                                | 00:41:12                                                |
| Étape 5  | 3                                                       | Magdalena Zajac Blazej Czekan                                   | Toyota                                                  | 03:41:09                                                | 00:13:06                                                | 3                                                       | Pierre Lafay Gilles de Turckheim                        | Can-Am                                                  | 20:49:34                                                | 01:25:27                                                |
|          |                                                         |                                                                 |                                                         |                                                         |                                                         |                                                         |                                                         |                                                         |                                                         |                                                         |
| Étape 6  | 1                                                       | Benoit Fretin Cédric Duplé                                      | Century                                                 | 01:22:46                                                |                                                         | 1                                                       | Benoit Fretin Cédric Duplé                              | Century                                                 | 20:46:53                                                |                                                         |
| Étape 6  | 2                                                       | Magdalena Zajac Blazej Czekan                                   | Toyota                                                  | 01:25:57                                                | 00:03:11                                                | 2                                                       | Martijn van den Broeck Jan Paul van der Poel            | Can-Am                                                  | 24:40:36                                                | 03:53:43                                                |
| Étape 6  | 3                                                       | William Van Groningen Wesley Van Groningen Raph van den Elshout | Iveco                                                   | 01:36:21                                                | 00:13:35                                                | 3                                                       | Pierre Lafay Gilles de Turckheim                        | Can-Am                                                  | 24:49:35                                                | 04:02:42                                                |
|          |                                                         |                                                                 |                                                         |                                                         |                                                         |                                                         |                                                         |                                                         |                                                         |                                                         |
| Étape 7  | 1                                                       | Pierre Lafay Gilles de Turckheim                                | Can-Am                                                  | 00:54:32                                                |                                                         | 1                                                       | Benoit Fretin Cédric Duplé                              | Century                                                 | 21:43:40                                                |                                                         |
| Étape 7  | 2                                                       | Benoit Fretin Cédric Duplé                                      | Century                                                 | 00:56:47                                                | 00:02:15                                                | 2                                                       | Martijn van den Broeck Jan Paul van der Poel            | Can-Am                                                  | 25:43:59                                                | 04:00:19                                                |
| Étape 7  | 3                                                       | Philippe Champigné Bruno Robin                                  | Can-Am                                                  | 00:59:34                                                | 00:05:02                                                | 3                                                       | Pierre Lafay Gilles de Turckheim                        | Can-Am                                                  | 25:44:07                                                | 04:00:27                                                |
|          |                                                         |                                                                 |                                                         |                                                         |                                                         |                                                         |                                                         |                                                         |                                                         |                                                         |
| Étape 8  | 1                                                       | Benoit Fretin Cédric Duplé                                      | Century                                                 | 04:27:26                                                |                                                         | 1                                                       | Benoit Fretin Cédric Duplé                              | Century                                                 | 26:11:06                                                |                                                         |
| Étape 8  | 2                                                       | Martijn van den Broeck Jan Paul van der Poel                    | Can-Am                                                  | 04:34:44                                                | 00:07:18                                                | 2                                                       | Martijn van den Broeck Jan Paul van der Poel            | Can-Am                                                  | 30:18:43                                                | 04:07:37                                                |
| Étape 8  | 3                                                       | Magdalena Zajac Blazej Czekan                                   | Toyota                                                  | 04:41:40                                                | 00:14:14                                                | 3                                                       | Pierre Lafay Gilles de Turckheim                        | Can-Am                                                  | 31:02:51                                                | 04:51:45                                                |
|          |                                                         |                                                                 |                                                         |                                                         |                                                         |                                                         |                                                         |                                                         |                                                         |                                                         |
| Étape 9  | Etape annulée en raison des conditions météorologiques, | Etape annulée en raison des conditions météorologiques,         | Etape annulée en raison des conditions météorologiques, | Etape annulée en raison des conditions météorologiques, | Etape annulée en raison des conditions météorologiques, | Etape annulée en raison des conditions météorologiques, | Etape annulée en raison des conditions météorologiques, | Etape annulée en raison des conditions météorologiques, | Etape annulée en raison des conditions météorologiques, | Etape annulée en raison des conditions météorologiques, |
|          |                                                         |                                                                 |                                                         |                                                         |                                                         |                                                         |                                                         |                                                         |                                                         |                                                         |
| Étape 10 | 1                                                       | Pierre Lafay Gilles de Turckheim                                | Can-Am                                                  | 05:06:44                                                |                                                         | 1                                                       | Benoit Fretin Cédric Duplé                              | Century                                                 | 31:26:23                                                |                                                         |
| Étape 10 | 2                                                       | Benoit Fretin Cédric Duplé                                      | Century                                                 | 05:15:17                                                | 00:08:33                                                | 2                                                       | Martijn van den Broeck Jan Paul van der Poel            | Can-Am                                                  | 36:01:13                                                | 04:34:50                                                |
| Étape 10 | 3                                                       | Martijn van den Broeck Jan Paul van der Poel                    | Can-Am                                                  | 05:42:30                                                | 00:35:46                                                | 3                                                       | Pierre Lafay Gilles de Turckheim                        | Can-Am                                                  | 36:09:35                                                | 04:43:12                                                |
|          |                                                         |                                                                 |                                                         |                                                         |                                                         |                                                         |                                                         |                                                         |                                                         |                                                         |
| Étape 11 | 1                                                       | Pierre Lafay Gilles de Turckheim                                | Can-Am                                                  | 01:03:33                                                |                                                         | 1                                                       | Benoit Fretin Cédric Duplé                              | Century                                                 | 32:36:30                                                |                                                         |
| Étape 11 | 2                                                       | Benoit Fretin Cédric Duplé                                      | Century                                                 | 01:10:07                                                | 00:06:34                                                | 2                                                       | Pierre Lafay Gilles de Turckheim                        | Can-Am                                                  | 37:13:08                                                | 04:36:38                                                |
| Étape 11 | 3                                                       | Imre Varga József Toma                                          | Toyota                                                  | 01:11:02                                                | 00:07:29                                                | 3                                                       | Martijn van den Broeck Jan Paul van der Poel            | Can-Am                                                  | 37:15:13                                                | 04:38:48                                                |
|          |                                                         |                                                                 |                                                         |                                                         |                                                         |                                                         |                                                         |                                                         |                                                         |                                                         |
| Étape 12 | 1                                                       | Magdalena Zajac Blazej Czekan                                   | Toyota                                                  | 00:11:52                                                |                                                         | 1                                                       | Benoit Fretin Cédric Duplé                              | Century                                                 | 32:36:30                                                |                                                         |
| Étape 12 | 2                                                       | Imre Varga József Toma                                          | Toyota                                                  | 00:12:57                                                | 00:01:05                                                | 2                                                       | Pierre Lafay Gilles de Turckheim                        | Can-Am                                                  | 37:13:08                                                | 04:36:38                                                |
| Étape 12 | 3                                                       | Benoit Fretin Cédric Duplé                                      | Century                                                 | 00:13:26                                                | 00:01:34                                                | 3                                                       | Martijn van den Broeck Jan Paul van der Poel            | Can-Am                                                  | 37:15:13                                                | 04:38:48                                                |
|          |                                                         |                                                                 |                                                         |                                                         |                                                         |                                                         |                                                         |                                                         |                                                         |                                                         |

### Classement SSV
|          | Résultats de l'étape                                    | Résultats de l'étape                                    | Résultats de l'étape                                    | Résultats de l'étape                                    | Résultats de l'étape                                    | Classement général                                      | Classement général                                      | Classement général                                      | Classement général                                      | Classement général                                      |
| Étape    | Pos                                                     | Concurrent                                              | Marque                                                  | Temps                                                   | Écart                                                   | Pos                                                     | Concurrent                                              | Marque                                                  | Temps                                                   | Écart                                                   |
| -------- | ------------------------------------------------------- | ------------------------------------------------------- | ------------------------------------------------------- | ------------------------------------------------------- | ------------------------------------------------------- | ------------------------------------------------------- | ------------------------------------------------------- | ------------------------------------------------------- | ------------------------------------------------------- | ------------------------------------------------------- |
| Étape 1  | 1                                                       | Pierre Lafay Gilles de Turckheim                        | Can-Am                                                  | 00:39:53                                                |                                                         | 1                                                       | Pierre Lafay Gilles de Turckheim                        | Can-Am                                                  | 00:39:53                                                |                                                         |
| Étape 1  | 2                                                       | Martijn van den Broeck Jan Paul van der Poel            | Can-Am                                                  | 00:43:31                                                | 00:03:38                                                | 2                                                       | Martijn van den Broeck Jan Paul van der Poel            | Can-Am                                                  | 00:43:31                                                | 00:03:38                                                |
| Étape 1  | 3                                                       | Philippe Champigné Bruno Robin                          | Can-Am                                                  | 00:46:16                                                | 00:06:23                                                | 3                                                       | Philippe Champigné Bruno Robin                          | Can-Am                                                  | 00:46:16                                                | 00:06:23                                                |
|          |                                                         |                                                         |                                                         |                                                         |                                                         |                                                         |                                                         |                                                         |                                                         |                                                         |
| Étape 2  | 1                                                       | Pierre Lafay Gilles de Turckheim                        | Can-Am                                                  | 04:07:30                                                |                                                         | 1                                                       | Pierre Lafay Gilles de Turckheim                        | Can-Am                                                  | 4:47:23                                                 |                                                         |
| Étape 2  | 2                                                       | Philippe Champigné Bruno Robin                          | Can-Am                                                  | 04:53:50                                                | 00:46:20                                                | 2                                                       | Philippe Champigné Bruno Robin                          | Can-Am                                                  | 05:40:06                                                | 00:52:43                                                |
| Étape 2  | 3                                                       | Martijn van den Broeck Jan Paul van der Poel            | Can-Am                                                  | 04:57:17                                                | 00:49:47                                                | 3                                                       | Martijn van den Broeck Jan Paul van der Poel            | Can-Am                                                  | 05:40:48                                                | 00:53:25                                                |
|          |                                                         |                                                         |                                                         |                                                         |                                                         |                                                         |                                                         |                                                         |                                                         |                                                         |
| Étape 3  | 1                                                       | Pierre Lafay Gilles de Turckheim                        | Can-Am                                                  | 06:29:27                                                |                                                         | 1                                                       | Pierre Lafay Gilles de Turckheim                        | Can-Am                                                  | 11:16:50                                                |                                                         |
| Étape 3  | 2                                                       | Martijn van den Broeck Jan Paul van der Poel            | Can-Am                                                  | 07:17:32                                                | 00:48:05                                                | 2                                                       | Martijn van den Broeck Jan Paul van der Poel            | Can-Am                                                  | 12:58:20                                                | 01:41:30                                                |
| Étape 3  | 3                                                       | Philippe Champigné Bruno Robin                          | Can-Am                                                  | 07:24:18                                                | 00:54:51                                                | 3                                                       | Philippe Champigné Bruno Robin                          | Can-Am                                                  | 13:04:24                                                | 01:47:34                                                |
|          |                                                         |                                                         |                                                         |                                                         |                                                         |                                                         |                                                         |                                                         |                                                         |                                                         |
| Étape 4  | 1                                                       | Pierre Lafay Gilles de Turckheim                        | Can-Am                                                  | 05:28:01                                                |                                                         | 1                                                       | Pierre Lafay Gilles de Turckheim                        | Can-Am                                                  | 16:44:51                                                |                                                         |
| Étape 4  | 2                                                       | Martijn van den Broeck Jan Paul van der Poel            | Can-Am                                                  | 05:49:04                                                | 00:31:03                                                | 2                                                       | Martijn van den Broeck Jan Paul van der Poel            | Can-Am                                                  | 18:57:24                                                | 02:12:33                                                |
| Étape 4  | 3                                                       | Philippe Champigné Bruno Robin                          | Can-Am                                                  | 06:21:12                                                | 00:53:11                                                | 3                                                       | Philippe Champigné Bruno Robin                          | Can-Am                                                  | 19:25:36                                                | 02:40:45                                                |
|          |                                                         |                                                         |                                                         |                                                         |                                                         |                                                         |                                                         |                                                         |                                                         |                                                         |
| Étape 5  | 1                                                       | Martijn van den Broeck Jan Paul van der Poel            | Can-Am                                                  | 04:02:53                                                |                                                         | 1                                                       | Pierre Lafay Gilles de Turckheim                        | Can-Am                                                  | 20:49:34                                                |                                                         |
| Étape 5  | 2                                                       | Pierre Lafay Gilles de Turckheim                        | Can-Am                                                  | 04:04:43                                                | 00:01:50                                                | 2                                                       | Martijn van den Broeck Jan Paul van der Poel            | Can-Am                                                  | 23:00:17                                                | 02:10:43                                                |
| Étape 5  | 3                                                       | Philippe Champigné Bruno Robin                          | Can-Am                                                  | 05:23:53                                                | 01:21:00                                                | 3                                                       | Philippe Champigné Bruno Robin                          | Can-Am                                                  | 24:49:29                                                | 03:59:55                                                |
|          |                                                         |                                                         |                                                         |                                                         |                                                         |                                                         |                                                         |                                                         |                                                         |                                                         |
| Étape 6  | 1                                                       | Martijn van den Broeck Jan Paul van der Poel            | Can-Am                                                  | 01:40:19                                                |                                                         | 1                                                       | Martijn van den Broeck Jan Paul van der Poel            | Can-Am                                                  | 24:40:36                                                |                                                         |
| Étape 6  | 2                                                       | Philippe Champigné Bruno Robin                          | Can-Am                                                  | 01:57:17                                                | 00:16:59                                                | 2                                                       | Pierre Lafay Gilles de Turckheim                        | Can-Am                                                  | 24:49:35                                                | 00:08:59                                                |
| Étape 6  | 3                                                       | Pierre Lafay Gilles de Turckheim                        | Can-Am                                                  | 04:00:01                                                | 02:19:42                                                | 3                                                       | Philippe Champigné Bruno Robin                          | Can-Am                                                  | 26:46:46                                                | 02:06:10                                                |
|          |                                                         |                                                         |                                                         |                                                         |                                                         |                                                         |                                                         |                                                         |                                                         |                                                         |
| Étape 7  | 1                                                       | Pierre Lafay Gilles de Turckheim                        | Can-Am                                                  | 00:54:32                                                |                                                         | 1                                                       | Martijn van den Broeck Jan Paul van der Poel            | Can-Am                                                  | 25:43:59                                                |                                                         |
| Étape 7  | 2                                                       | Philippe Champigné Bruno Robin                          | Can-Am                                                  | 00:59:34                                                | 00:05:02                                                | 2                                                       | Pierre Lafay Gilles de Turckheim                        | Can-Am                                                  | 25:44:07                                                | 00:00:08                                                |
| Étape 7  | 3                                                       | Martijn van den Broeck Jan Paul van der Poel            | Can-Am                                                  | 01:03:23                                                | 00:08:51                                                | 3                                                       | Philippe Champigné Bruno Robin                          | Can-Am                                                  | 27:46:20                                                | 02:02:21                                                |
|          |                                                         |                                                         |                                                         |                                                         |                                                         |                                                         |                                                         |                                                         |                                                         |                                                         |
| Étape 8  | 1                                                       | Martijn van den Broeck Jan Paul van der Poel            | Can-Am                                                  | 04:34:44                                                |                                                         | 1                                                       | Martijn van den Broeck Jan Paul van der Poel            | Can-Am                                                  | 30:18:43                                                |                                                         |
| Étape 8  | 2                                                       | Pierre Lafay Gilles de Turckheim                        | Can-Am                                                  | 05:18:44                                                | 00:44:00                                                | 2                                                       | Pierre Lafay Gilles de Turckheim                        | Can-Am                                                  | 31:02:51                                                | 00:44:08                                                |
| Étape 8  | 3                                                       | Philippe Champigné Bruno Robin                          | Can-Am                                                  | 16:50:00                                                | 12:15:16                                                | 3                                                       | Philippe Champigné Bruno Robin                          | Can-Am                                                  | 44:36:20                                                | 14:17:37                                                |
|          |                                                         |                                                         |                                                         |                                                         |                                                         |                                                         |                                                         |                                                         |                                                         |                                                         |
| Étape 9  | Etape annulée en raison des conditions météorologiques, | Etape annulée en raison des conditions météorologiques, | Etape annulée en raison des conditions météorologiques, | Etape annulée en raison des conditions météorologiques, | Etape annulée en raison des conditions météorologiques, | Etape annulée en raison des conditions météorologiques, | Etape annulée en raison des conditions météorologiques, | Etape annulée en raison des conditions météorologiques, | Etape annulée en raison des conditions météorologiques, | Etape annulée en raison des conditions météorologiques, |
|          |                                                         |                                                         |                                                         |                                                         |                                                         |                                                         |                                                         |                                                         |                                                         |                                                         |
| Étape 10 | 1                                                       | Pierre Lafay Gilles de Turckheim                        | Can-Am                                                  | 05:06:44                                                |                                                         | 1                                                       | Martijn van den Broeck Jan Paul van der Poel            | Can-Am                                                  | 36:01:13                                                |                                                         |
| Étape 10 | 2                                                       | Martijn van den Broeck Jan Paul van der Poel            | Can-Am                                                  | 05:43:30                                                | 00:35:46                                                | 2                                                       | Pierre Lafay Gilles de Turckheim                        | Can-Am                                                  | 36:09:35                                                | 00:08:22                                                |
| Étape 10 | 3                                                       | Philippe Champigné Bruno Robin                          | Can-Am                                                  | 06:48:02                                                | 01:41:18                                                | 3                                                       | Philippe Champigné Bruno Robin                          | Can-Am                                                  | 51:24:22                                                | 15:23:09                                                |
|          |                                                         |                                                         |                                                         |                                                         |                                                         |                                                         |                                                         |                                                         |                                                         |                                                         |
| Étape 11 | 1                                                       | Pierre Lafay Gilles de Turckheim                        | Can-Am                                                  | 01:03:33                                                |                                                         | 1                                                       | Pierre Lafay Gilles de Turckheim                        | Can-Am                                                  | 37:13:08                                                |                                                         |
| Étape 11 | 2                                                       | Martijn van den Broeck Jan Paul van der Poel            | Can-Am                                                  | 01:11:35                                                | 00:08:02                                                | 2                                                       | Martijn van den Broeck Jan Paul van der Poel            | Can-Am                                                  | 37:15:13                                                | 00:02:05                                                |
| Étape 11 | 3                                                       | Philippe Champigné Bruno Robin                          | Can-Am                                                  | 01:22:09                                                | 00:18:36                                                | 3                                                       | Philippe Champigné Bruno Robin                          | Can-Am                                                  | 52:46:31                                                | 15:33:23                                                |
|          |                                                         |                                                         |                                                         |                                                         |                                                         |                                                         |                                                         |                                                         |                                                         |                                                         |
| Étape 12 | 1                                                       | Pierre Lafay Gilles de Turckheim                        | Can-Am                                                  | 00:13:43                                                |                                                         | 1                                                       | Pierre Lafay Gilles de Turckheim                        | Can-Am                                                  | 37:13:08                                                |                                                         |
| Étape 12 | 2                                                       | Martijn van den Broeck Jan Paul van der Poel            | Can-Am                                                  | 00:14:57                                                | 00:01:14                                                | 2                                                       | Martijn van den Broeck Jan Paul van der Poel            | Can-Am                                                  | 37:15:13                                                | 00:02:05                                                |
| Étape 12 | 3                                                       | Philippe Champigné Bruno Robin                          | Can-Am                                                  | 00:15:05                                                | 00:01:22                                                | 3                                                       | Philippe Champigné Bruno Robin                          | Can-Am                                                  | 52:46:31                                                | 15:33:23                                                |
|          |                                                         |                                                         |                                                         |                                                         |                                                         |                                                         |                                                         |                                                         |                                                         |                                                         |

### Classement camion
|          | Résultats de l'étape                                    | Résultats de l'étape                                            | Résultats de l'étape                                    | Résultats de l'étape                                    | Résultats de l'étape                                    | Classement général                                      | Classement général                                              | Classement général                                      | Classement général                                      | Classement général                                      |
| Étape    | Pos                                                     | Concurrent                                                      | Marque                                                  | Temps                                                   | Écart                                                   | Pos                                                     | Concurrent                                                      | Marque                                                  | Temps                                                   | Écart                                                   |
| -------- | ------------------------------------------------------- | --------------------------------------------------------------- | ------------------------------------------------------- | ------------------------------------------------------- | ------------------------------------------------------- | ------------------------------------------------------- | --------------------------------------------------------------- | ------------------------------------------------------- | ------------------------------------------------------- | ------------------------------------------------------- |
| Étape 1  | 1                                                       | William Van Groningen Wesley Van Groningen Raph van den Elshout | Iveco                                                   | 00:44:12                                                |                                                         | 1                                                       | William Van Groningen Wesley Van Groningen Raph van den Elshout | Iveco                                                   | 00:44:12                                                |                                                         |
| Étape 1  | 2                                                       | Gerrit Zuurmond Tjeerd van Ballegooij Klaas Kwakkel             | MAN                                                     | 00:48:27                                                | 00:04:15                                                | 2                                                       | Gerrit Zuurmond Tjeerd van Ballegooij Klaas Kwakkel             | MAN                                                     | 00:48:27                                                | 00:04:15                                                |
|          |                                                         |                                                                 |                                                         |                                                         |                                                         |                                                         |                                                                 |                                                         |                                                         |                                                         |
| Étape 2  | 1                                                       | Gerrit Zuurmond Tjeerd van Ballegooij Klaas Kwakkel             | MAN                                                     | 04:47:59                                                |                                                         | 1                                                       | Gerrit Zuurmond Tjeerd van Ballegooij Klaas Kwakkel             | MAN                                                     | 05:36:26                                                |                                                         |
| Étape 2  | 2                                                       | William Van Groningen Wesley Van Groningen Raph van den Elshout | Iveco                                                   | 04:53:17                                                | 00:05:18                                                | 2                                                       | William Van Groningen Wesley Van Groningen Raph van den Elshout | Iveco                                                   | 05:37:29                                                | 00:01:03                                                |
|          |                                                         |                                                                 |                                                         |                                                         |                                                         |                                                         |                                                                 |                                                         |                                                         |                                                         |
| Étape 3  | 1                                                       | Gerrit Zuurmond Tjeerd van Ballegooij Klaas Kwakkel             | MAN                                                     | 07:45:49                                                |                                                         | 1                                                       | Gerrit Zuurmond Tjeerd van Ballegooij Klaas Kwakkel             | MAN                                                     | 13:22:15                                                |                                                         |
| Étape 3  | 2                                                       | William Van Groningen Wesley Van Groningen Raph van den Elshout | Iveco                                                   | 09:41:37                                                | 01:55:48                                                | 2                                                       | William Van Groningen Wesley Van Groningen Raph van den Elshout | Iveco                                                   | 15:19:06                                                | 01:56:51                                                |
|          |                                                         |                                                                 |                                                         |                                                         |                                                         |                                                         |                                                                 |                                                         |                                                         |                                                         |
| Étape 4  | 1                                                       | William Van Groningen Wesley Van Groningen Raph van den Elshout | Iveco                                                   | 06:61:32                                                |                                                         | 1                                                       | Gerrit Zuurmond Tjeerd van Ballegooij Klaas Kwakkel             | MAN                                                     | 19:44:43                                                |                                                         |
| Étape 4  | 2                                                       | Gerrit Zuurmond Tjeerd van Ballegooij Klaas Kwakkel             | MAN                                                     | 06:22:28                                                | 00:05:56                                                | 2                                                       | William Van Groningen Wesley Van Groningen Raph van den Elshout | Iveco                                                   | 21:35:38                                                | 01:50:55                                                |
|          |                                                         |                                                                 |                                                         |                                                         |                                                         |                                                         |                                                                 |                                                         |                                                         |                                                         |
| Étape 5  | 1                                                       | Gerrit Zuurmond Tjeerd van Ballegooij Klaas Kwakkel             | MAN                                                     | 04:05:36                                                |                                                         | 1                                                       | Gerrit Zuurmond Tjeerd van Ballegooij Klaas Kwakkel             | MAN                                                     | 23:50:19                                                |                                                         |
| Étape 5  | 2                                                       | William Van Groningen Wesley Van Groningen Raph van den Elshout | Iveco                                                   | 04:07:34                                                | 00:01:58                                                | 2                                                       | William Van Groningen Wesley Van Groningen Raph van den Elshout | Iveco                                                   | 25:43:12                                                | 01:52:23                                                |
|          |                                                         |                                                                 |                                                         |                                                         |                                                         |                                                         |                                                                 |                                                         |                                                         |                                                         |
| Étape 6  | 1                                                       | William Van Groningen Wesley Van Groningen Raph van den Elshout | Iveco                                                   | 01:36:21                                                |                                                         | 1                                                       | Gerrit Zuurmond Tjeerd van Ballegooij Klaas Kwakkel             | MAN                                                     | 25:34:49                                                |                                                         |
| Étape 6  | 2                                                       | Gerrit Zuurmond Tjeerd van Ballegooij Klaas Kwakkel             | MAN                                                     | 01:44:30                                                | 00:08:09                                                | 2                                                       | William Van Groningen Wesley Van Groningen Raph van den Elshout | Iveco                                                   | 27:19:33                                                | 01:44:44                                                |
|          |                                                         |                                                                 |                                                         |                                                         |                                                         |                                                         |                                                                 |                                                         |                                                         |                                                         |
| Étape 7  | 1                                                       | Gerrit Zuurmond Tjeerd van Ballegooij Klaas Kwakkel             | MAN                                                     | 01:33:16                                                |                                                         | 1                                                       | Gerrit Zuurmond Tjeerd van Ballegooij Klaas Kwakkel             | MAN                                                     | 27:08:05                                                |                                                         |
| Étape 7  | 2                                                       | William Van Groningen Wesley Van Groningen Raph van den Elshout | Iveco                                                   | 01:41:05                                                | 00:07:49                                                | 2                                                       | William Van Groningen Wesley Van Groningen Raph van den Elshout | Iveco                                                   | 29:00:38                                                | 01:52:33                                                |
|          |                                                         |                                                                 |                                                         |                                                         |                                                         |                                                         |                                                                 |                                                         |                                                         |                                                         |
| Étape 8  | 1                                                       | Gerrit Zuurmond Tjeerd van Ballegooij Klaas Kwakkel             | MAN                                                     | 05:04:44                                                |                                                         | 1                                                       | Gerrit Zuurmond Tjeerd van Ballegooij Klaas Kwakkel             | MAN                                                     | 32:12:49                                                |                                                         |
| Étape 8  | 2                                                       | William Van Groningen Wesley Van Groningen Raph van den Elshout | Iveco                                                   | 05:10:07                                                | 00:05:23                                                | 2                                                       | William Van Groningen Wesley Van Groningen Raph van den Elshout | Iveco                                                   | 34:10:45                                                | 01:57:56                                                |
|          |                                                         |                                                                 |                                                         |                                                         |                                                         |                                                         |                                                                 |                                                         |                                                         |                                                         |
| Étape 9  | Etape annulée en raison des conditions météorologiques, | Etape annulée en raison des conditions météorologiques,         | Etape annulée en raison des conditions météorologiques, | Etape annulée en raison des conditions météorologiques, | Etape annulée en raison des conditions météorologiques, | Etape annulée en raison des conditions météorologiques, | Etape annulée en raison des conditions météorologiques,         | Etape annulée en raison des conditions météorologiques, | Etape annulée en raison des conditions météorologiques, | Etape annulée en raison des conditions météorologiques, |
|          |                                                         |                                                                 |                                                         |                                                         |                                                         |                                                         |                                                                 |                                                         |                                                         |                                                         |
| Étape 10 | 1                                                       | Gerrit Zuurmond Tjeerd van Ballegooij Klaas Kwakkel             | MAN                                                     | 06:00:44                                                |                                                         | 1                                                       | Gerrit Zuurmond Tjeerd van Ballegooij Klaas Kwakkel             | MAN                                                     | 38:13:33                                                |                                                         |
| Étape 10 | 2                                                       | William Van Groningen Wesley Van Groningen Raph van den Elshout | Iveco                                                   | 06:07:55                                                | 00:07:11                                                | 2                                                       | William Van Groningen Wesley Van Groningen Raph van den Elshout | Iveco                                                   | 40:18:40                                                | 02:05:07                                                |
|          |                                                         |                                                                 |                                                         |                                                         |                                                         |                                                         |                                                                 |                                                         |                                                         |                                                         |
| Étape 11 | 1                                                       | William Van Groningen Wesley Van Groningen Raph van den Elshout | Iveco                                                   | 01:16:50                                                |                                                         | 1                                                       | Gerrit Zuurmond Tjeerd van Ballegooij Klaas Kwakkel             | MAN                                                     | 39:34:12                                                |                                                         |
| Étape 11 | 2                                                       | Gerrit Zuurmond Tjeerd van Ballegooij Klaas Kwakkel             | MAN                                                     | 01:20:39                                                | 00:03:49                                                | 2                                                       | William Van Groningen Wesley Van Groningen Raph van den Elshout | Iveco                                                   | 41:35:30                                                | 02:01:18                                                |
|          |                                                         |                                                                 |                                                         |                                                         |                                                         |                                                         |                                                                 |                                                         |                                                         |                                                         |
| Étape 12 | 1                                                       | William Van Groningen Wesley Van Groningen Raph van den Elshout | Iveco                                                   | 00:14:15                                                |                                                         | 1                                                       | Gerrit Zuurmond Tjeerd van Ballegooij Klaas Kwakkel             | MAN                                                     | 39:34:12                                                |                                                         |
| Étape 12 | 2                                                       | Gerrit Zuurmond Tjeerd van Ballegooij Klaas Kwakkel             | MAN                                                     | 00:14:40                                                | 00:00:25                                                | 2                                                       | William Van Groningen Wesley Van Groningen Raph van den Elshout | Iveco                                                   | 41:35:30                                                | 02:01:18                                                |
|          |                                                         |                                                                 |                                                         |                                                         |                                                         |                                                         |                                                                 |                                                         |                                                         |                                                         |

## Classements finals

### Motos
| Pos | No. | Pilote                   | Marque          | Classe                 | Temps    | Écart    | Pénalité  |
| --- | --- | ------------------------ | --------------- | ---------------------- | -------- | -------- | --------- |
| 1   | 1   | Jacopo Cerutti (en)      | Aprilia         | MULTICYLINDRE          | 36:15:10 |          |           |
| 2   | 3   | Alessandro Botturi (it)  | Yamaha          | MULTICYLINDRE          | 36:15:36 | 00:00:26 |           |
| 3   | 9   | Guillaume Borne          | Husqvarna       | 450 CC                 | 38:46:35 | 02:31:25 | -00:06:44 |
| 4   | 75  | Giullem Martinez Boronat | KTM             | 450 CC                 | 38:47:56 | 02:32:46 |           |
| 5   | 80  | Mathieu Liebaert         | KTM             | 450 CC                 | 39:09:40 | 02:54:30 |           |
| 6   | 7   | Marco Menichini          | Aprilia         | MULTICYLINDRE          | 39:13:20 | 02:58:10 | +00:02:00 |
| 7   | 2   | Pål Anders Ullevålseter  | KTM             | 450 CC                 | 39:17:20 | 03:02:29 |           |
| 8   | 5   | Juan Pedrero             | Harley Davidson | MULTICYLINDRE +1000 CC | 40:39:54 | 04:24:44 |           |
| 9   | 88  | Scott Britnell           | KTM             | 450 CC                 | 40:44:35 | 04:29:25 | +00:15:00 |
| 10  | 30  | Johan Persson            | KTM             | 450 CC                 | 41:43:30 | 05:28:20 |           |

### Autos
| Pos | No. | Equipage                                                        | Marque         | Classe         | Temps    | Écart    | Pénalité  |
| --- | --- | --------------------------------------------------------------- | -------------- | -------------- | -------- | -------- | --------- |
| 1   | 200 | Benoit Fretin Cédric Duplé                                      | Century Racing | T1.3           | 32:36:30 |          | -01:23:37 |
| 2   | 251 | Pierre Lafay Gilles de Turckheim                                | Can-Am         | SSV XTREM RACE | 37:13:08 | 04:36:38 | +00:05:00 |
| 3   | 250 | Martijn van den Broeck Jan Paul van der Poel                    | Can-Am         | SSV XTREM RACE | 37:15:13 | 04:38:48 | +00:30:00 |
| 4   | 400 | Gerrit Zuurmond Tjeerd van Ballegooij Klaas Kwakkel             | MAN            | T5.1           | 39:34:12 | 06:57:42 |           |
| 5   | 401 | William Van Groningen Wesley Van Groningen Raph van den Elshout | Iveco          | T5.1           | 41:35:30 | 08:59:00 | -00:07:15 |
| 6   | 252 | Philippe Champigné Bruno Robin                                  | Can-Am         | SSV XTREM RACE | 52:46:31 | 20:10:01 | +08:30:00 |
| 7   | 204 | Magdalena Zajac Blazej Czekan                                   | Toyota         | T1.1           | 53:39:35 | 21:03:05 | +07:30:00 |
| 8   | 203 | Wietse Tates Koen Wessling                                      | Bowler Motors  | T1.1           | 59:06:21 | 26:29:51 | +08:00:00 |
| 9   | 202 | Imre Varga József Toma                                          | Toyota         | T1.1           | 59:30:06 | 26:53:36 | +11:15:00 |

### SSV
| Pos | No. | Equipage                                     | Marque | Classe         | Temps    | Écart    | Pénalité  |
| --- | --- | -------------------------------------------- | ------ | -------------- | -------- | -------- | --------- |
| 1   | 251 | Pierre Lafay Gilles de Turckheim             | Can-Am | SSV XTREM RACE | 37:13:08 |          | +00:05:00 |
| 2   | 250 | Martijn van den Broeck Jan Paul van der Poel | Can-Am | SSV XTREM RACE | 37:15:13 | 00:02:05 | +00:30:00 |
| 3   | 252 | Philippe Champigné Bruno Robin               | Can-Am | SSV XTREM RACE | 52:46:31 | 15:33:23 | +08:30:00 |

### Camions
| Pos | No. | Equipage                                                        | Marque | Classe | Temps    | Écart    | Pénalité  |
| --- | --- | --------------------------------------------------------------- | ------ | ------ | -------- | -------- | --------- |
| 1   | 400 | Gerrit Zuurmond Tjeerd van Ballegooij Klaas Kwakkel             | MAN    | T5.1   | 39:34:12 |          |           |
| 2   | 401 | William Van Groningen Wesley Van Groningen Raph van den Elshout | Iveco  | T5.1   | 41:35:30 | 02:01:18 | -00:07:15 |